# Peter Conde
Peter Conde (1958) es un deportista australiano que compitió en vela en la clase Laser. Ganó una medalla de plata en el Campeonato Mundial de Laser de 1979.

## Palmarés internacional
| Campeonato Mundial | Campeonato Mundial | Campeonato Mundial | Campeonato Mundial |
| Año                | Lugar              | Medalla            | Clase              |
| ------------------ | ------------------ | ------------------ | ------------------ |
| 1979               | Perth (Australia)  | Medalla de plata   | Laser              |